# Marsjroetka

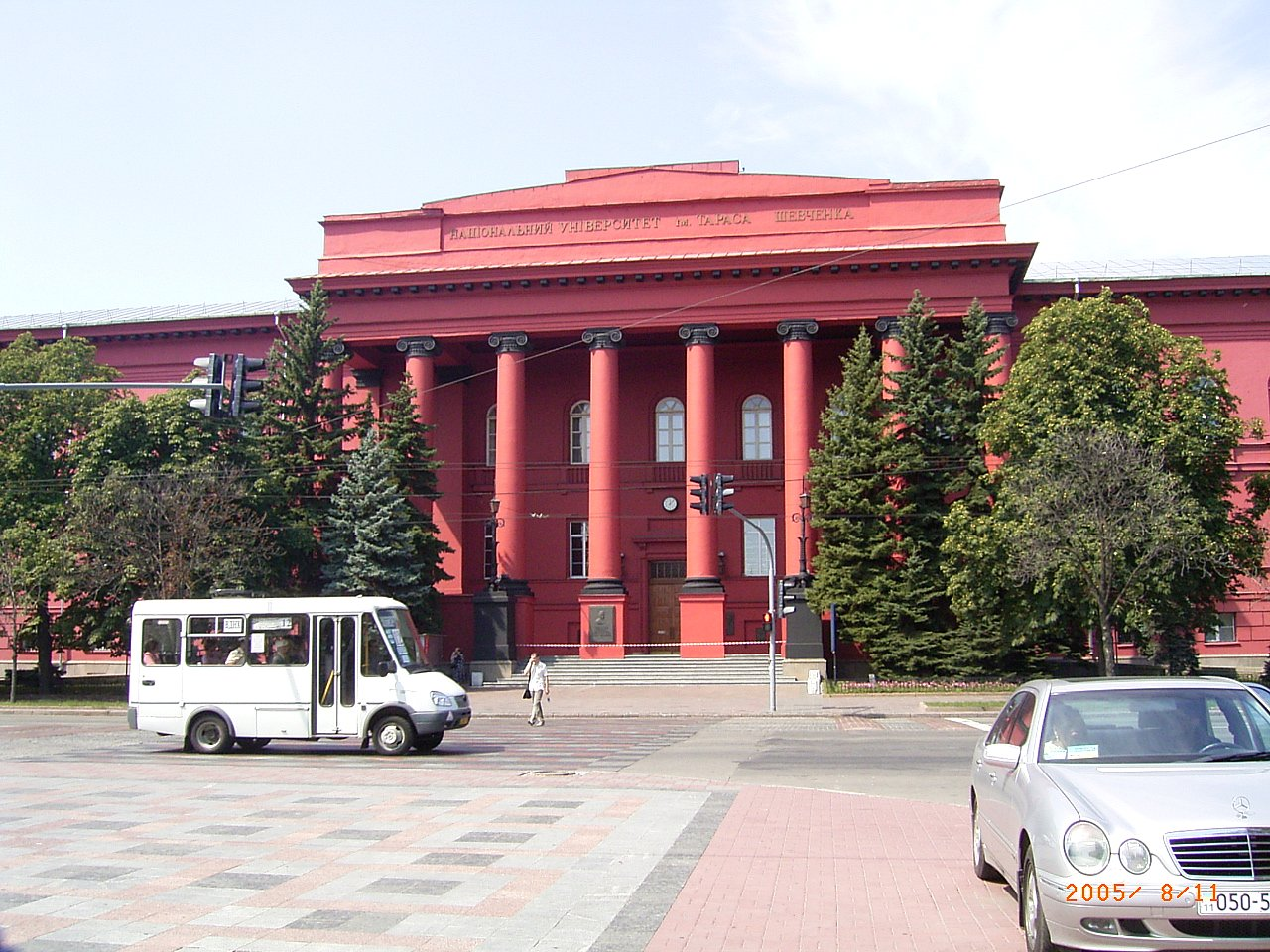
Marsjroetka in Kiev

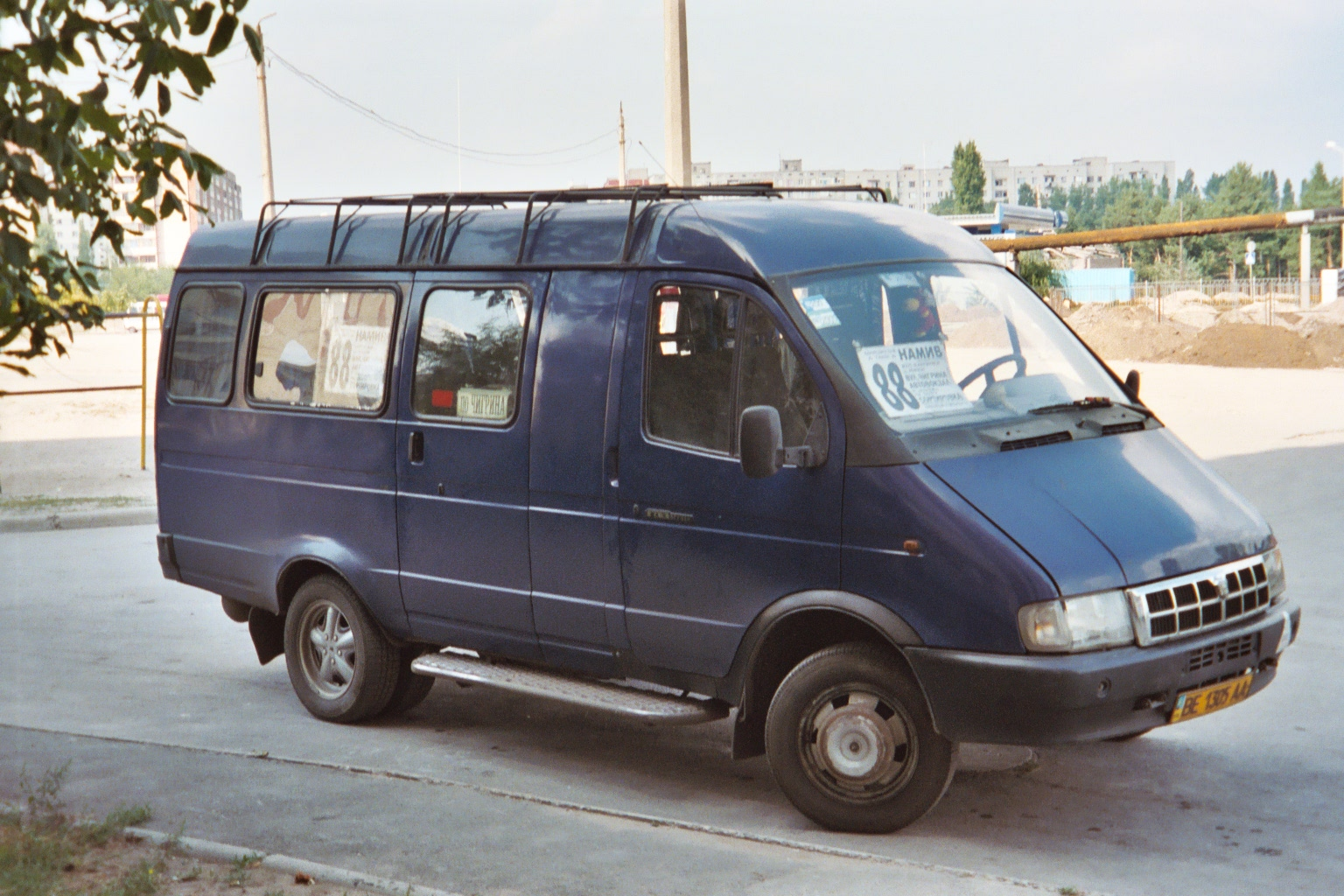
Marsjroetka-lijn 88 in Mykolajiv (GAZel)

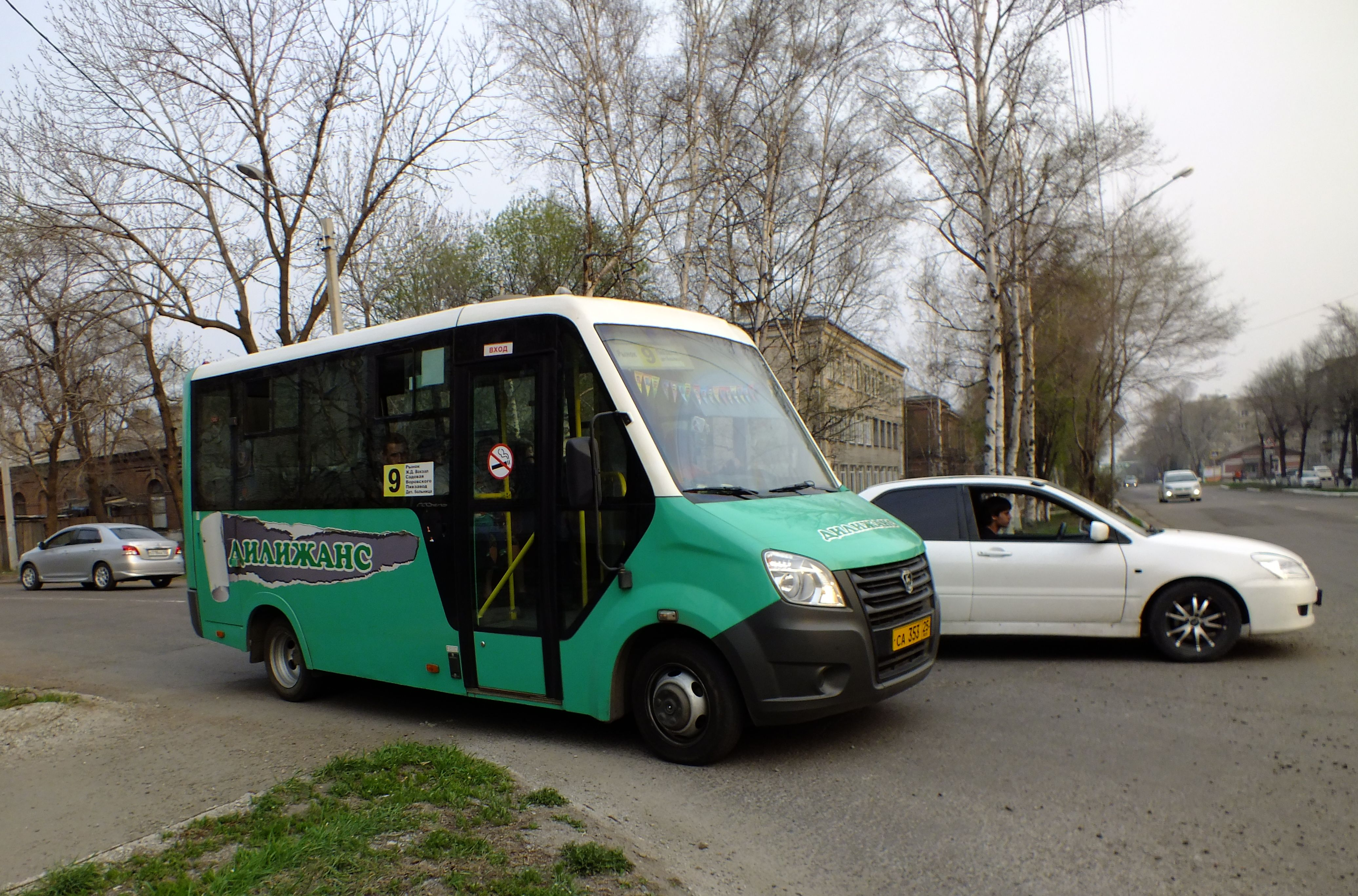
Moderne Marsjroetka in de kraj Primorje (GAZel-Next)

Marsjroetka (Russisch, Bulgaars en Oekraïens: маршрутка) is een veelgebruikt middel van stedelijk openbaar vervoer in de voormalige Sovjet-Unie en in Bulgarije en houdt het midden tussen taxi en stadsbus. Marsjroetka is een verkorte vorm van het Russische маршрутное такси, het Bulgaarse маршрутно такси of het Oekraïense маршрутне таксі, wat "lijntaxi" betekent.
Een marsjroetka is een minibusje dat plaats biedt aan ongeveer 10 personen en een vaste route rijdt. In tegenstelling tot buslijnen kent de marsjroetka echter geen haltes, maar kan er overal langs de route worden in- of uitgestapt. Marsjroetka's kunnen zowel een geheel eigen route hebben als een buslijn aanvullen/doubleren. De prijs van een rit met een marsjroetka ligt over het algemeen wat hoger dan de tarieven van bus en tram. De dienstuitvoering van de marsjroetka kan per stad iets verschillen.

## Kritiek en maatregelen

### Kritiekpunten
In Rusland hebben de bestuurders van marsjroetka's vaak een slechte naam doordat ze agressief rijden, waardoor ze veel onveilige situaties creëren en er jaarlijks veel slachtoffers vallen door aanrijdingen. Verder is er veel concurrentie, waardoor chauffeurs vaak lange dagen maken om toch zo veel mogelijk te kunnen verdienen. Daarnaast is er de corruptie van de verschillende overheidsdiensten, die betrokken zijn bij het marsjroetkatransport, waardoor de prijs kan stijgen. Soms weigeren chauffeurs weg te rijden voordat de marsjroetka vol is, om zo veel mogelijk geld te kunnen verdienen, hetgeen de aankomsttijd op de plaats van bestemming kan beïnvloeden. Soms wordt het aantal zitplaatsen in de marsjroetka's uitgebreid om zo meer passagiers te kunnen vervoeren. Dit heeft echter wel als consequentie dat de ruimte per passagier daalt en bredere mensen minder makkelijk kunnen zitten. Dit geldt met name voor de GAZelles, die het meest worden gebruikt.
Een ander kritiekpunt is dat de marsjroetka's andere middelen van openbaar vervoer (vooral tram en trolleybus) wegconcurreren zonder zelf een volwaardig alternatief te vormen. Dit komt mede doordat in marsjroetka's alle reizigers moeten betalen, terwijl veel passagiers (bijvoorbeeld bejaarden en kinderen uit grote gezinnen) gratis met tram en trolleybus mogen reizen. De gemeentes zijn verantwoordelijk voor de kosten van het gratis vervoer, maar heel vaak laten zij na te betalen. Hierdoor hebben tram- en trolleybusbedrijven het financieel moeilijk.

### Voronezj
Het bekendste voorbeeld is de stad Voronezj. In vrij korte tijd kromp het lokale trambedrijf van twintig tot drie lijnen en het trolleybusbedrijf van achttien naar drie lijnen. Burgemeester Kovalev was zelfs van plan om tram en trolleybus helemaal af te schaffen. Deze vervoermiddelen kosten de gemeente immers veel geld, terwijl marsjroetka's via belastingen juist voor inkomsten zorgen.
Ondertussen werden de gevolgen van "vermarsjroeting" zichtbaar. Marsjroetka's konden de reizigersstromen van de vroegere tram- en trolleybuslijnen niet aan (één KTM-5 tram kan bijvoorbeeld 180 mensen vervoeren, net zoveel als 18 marsjroetka's), met meer files als gevolg. Om het tij te keren werd het comité Voronezjtsy - za tramwaj (inwoners van Voronezj zijn voor de tram) opgericht. Het comité voerde talrijke acties voor de tram en trolleybus. In 2006 kwam een nieuwe burgemeester aan de macht, en werden de plannen om tram en trolleybus af te schaffen terzijde geschoven.

### Beleid
De laatste tijd wordt in Rusland door overheidsfunctionarissen steeds kritischer gekeken naar de marsjroetka's. Vooral het aantal ongelukken door gevaarlijk rijgedrag van de bestuurders van de GAZelles is een doorn in het oog van veel stedelijke leiders. In verschillende steden wordt daarom geprobeerd het aantal marsjroetka's terug te dringen. Nadat in Perm, Barnaoel en Novosibirsk in 2006 hiermee is begonnen, volgden in 2007 andere steden, zoals Jekaterinenburg. In Moskou zijn vooralsnog geen maatregelen genomen, omdat het transportsysteem aldaar al overbelast is, waardoor er geen alternatieven zijn voor de marsjroetka.
Een probleem voor de overheidsaanpak is het feit dat de meeste marsjroetka's private eigenaren hebben. Wel bepaalt de stedelijke overheid welke lijnen mogen bestaan en bepaalt zij jaarlijks door middel van contracten wie op deze lijnen mag rijden. Hierdoor kunnen eisen worden gesteld aan veiligheid en comfort en het soort vervoermiddelen dat erop mag rijden. Daarnaast heeft minister van Transport Igor Levtin in 2006 aangekondigd dat alle oudere minibustypen van het merk GAZ moeten worden vervangen door nieuwere modellen. Of deze laatste maatregel het aantal ongelukken terug zal brengen is nog maar zeer de vraag, omdat veel deskundigen  de meeste ongelukken aan de rijstijl van de bestuurders wijten.